# Contrabaixo
O contrabaixo é um cordofone, da subcategoria dos instrumentos de cordas friccionadas, transpositor (soa uma oitava abaixo do que se lê na partitura), também tocado por pizzicato (beliscado em italiano), com os dedos. Dentre os instrumentos da família das cordas na orquestra é o registro mais grave e também o de maior tamanho. Usado em grandes orquestras em famílias de até 12 instrumentos e usado sozinho na música de câmara, jazz e música popular.
As suas cordas, da mais aguda à mais grave, possuem a seguinte afinação: sol2, ré2, lá-1, mi-1. Há também baixos de cinco cordas, possuindo uma corda mais grave afinada em si (ou, mais raramente, dó-2 ou lá-3) - sendo o dó3 o dó central do piano (numeração tradicional e não a de midi que seria dó4 o central).
Seu uso na música de concerto é variado, na ocasião de seu aparecimento era usado para reforçar a melodia mais grave das polifonias, quase sempre dobrando a melodia do violoncelo ou de seu "primo" violone. A partir de Beethoven ele passa a ser usado separadamente do violoncelo e no final do século XIX seu timbre passa a ser mais explorado nas orquestrações de formas variadas, misturadas aos sons do fagote, contrafagote, clarone, etc. Muito além dos seus companheiros antigos de partitura: o violoncelo e os tímpanos.
Também no século XIX apareceram as primeiras peças para seu uso solístico em música de câmara e orquestral. Às vezes afinado em Ré (um tom acima da afinação normal) num ato desesperado de trazer seu timbre para o primeiro plano da massa harmônica.
No jazz seu uso rítmico é profundamente explorado, por exemplo, com o walking bass. Nesse estilo é muito usado a técnica do pizzicato, mas o arco está presente também nos solos de músicos como Paul Chambers e Niels-Henning Ørsted Pedersen entre outros.
Em diversos estilos de música popular do século XX, é comum a utilização do baixo elétrico (inventado por Leo Fender na década dos anos 1950) em vez do contrabaixo tradicional

## A história do contrabaixo
O surgimento do contrabaixo originalmente remonta no século XV. O instrumento antigo mais famoso é o contrabaixo de três cordas de Domenico Dragonetti (1763 – 1846) feito pelo luthier Gasparo da Salò (1542 - 1609) cerca de cem anos antes. Nesse período o instrumento mais comum nos grupos de câmara, no registro contrabaixo (uma oitava abaixo do registro baixo), era o violone, da família da viola da gamba, instrumento um pouco maior que o violoncelo, com seis cordas quase sempre afinadas em arpeggio. Mas a partir do século XVIII, o já mencionado contrabaixista Domenico Dragonetti, grande virtuoso, popularizou o instrumento, primeiro em Veneza e depois em outros lugares da Europa. Instrumento "híbrido" entre a família do violino e da viola da gamba teve seu destaque por ter mais projeção sonora que então podia acompanhar melhor o crescimento das orquestras no período romântico (séc.XIX).
O instrumento com as características de hoje só aparece como uma regularidade em todos os cantos da Europa no final do século XIX. De quatro ou cinco cordas, com afinação: sol, ré, lá e mi ou sol, ré, lá, mi e si (às vezes outra na quinta corda). Com mais cordas o instrumento tem mais pressão em cima do tampo, portanto menos sonoridade, mas cria mais facilidade no fraseado musical, além da quinta corda ir a uma oitava mais profunda.
O contrabaixo é considerado hoje erroneamente da família do violino, mas seu aparecimento, construção peculiar e escola musical foi até o século XX uma adaptação às necessidades orquestrais e camerísticas. Instrumento sempre em mutação apresenta hoje variantes como o basseto, busseto, up-right elétrico, fora o baixo elétrico que passou a substituí-lo por suas facilidades.
As proporções são dissimilares em relação as do violino e do violoncelo, por exemplo, é mais profundo; a distância da parte superior, tampo, à parte traseira, fundo, é proporcionalmente muito maior do que o violino. Muitos contrabaixos velhos foram cortados ou inclinados para ajudar a ser tocado com técnicas modernas. Antes destas modificações, muitos exemplares tinham a amplitude dos seus ombros mais semelhante a dos instrumentos da família do violino.